# Hiberno-Normand

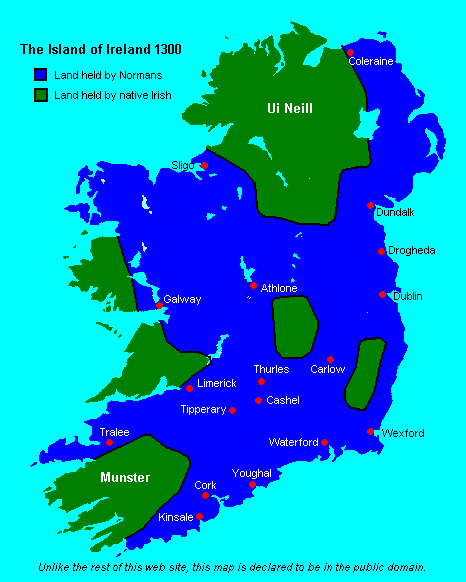
L'Iralnde en 1300 (territoires normands en bleu).

Le terme hiberno-normand s’emploie pour décrire les seigneurs normands qui ont colonisé l’Irlande[Quand ?] sans vraiment se reconnaître de vassalité envers les Anglo-Normands installés en Angleterre.
Le préfixe hiberno- dérive d’Hibernia et signifie en latin « concernant l’Irlande ou les Irlandais ». On trouve parmi les plus éminents Hiberno-Normands les de Burgh ou de Burgo (ensuite Mac William et Burke) du Connaught, les FitzGerald de Kildare de Desmond et de Kerry (le préfixe Fitz- étant particulièrement hiberno-normand), les Butler d'Ormonde, les Le Poer de Waterford ou encore les Bermingham.
Vers la fin du XVIe siècle, on a commencé à appliquer le terme de « Vieux Anglais » aux Hiberno-Normands. En irlandais, les Hiberno-Normands étaient appelés « Gaills » (« Étrangers »), et les Anglais nés en Angleterre étaient appelés « Sassenach » (« Saxons »).
Par l'exogamie, les familles hiberno-normandes se sont assimilées peu à peu à la société gaélique, certaines étant devenues selon la formule célèbre Hibernicis ipsis Hiberniores (plus irlandais que les Irlandais eux-mêmes).

## Voir également
- Anglo-Normand
- Cambro-Normand
- Scoto-Normand
- La Geste des Engleis en Yrlande